# 프릭 업 스튜디오

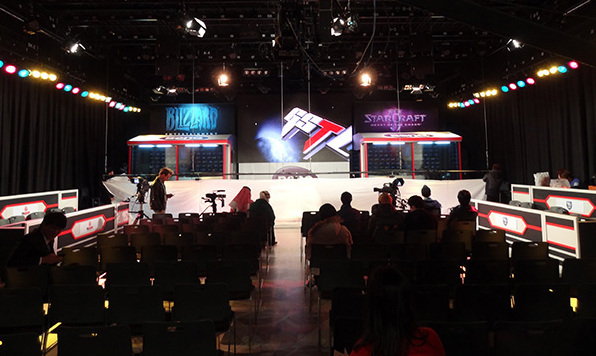
프릭 업 스튜디오

프릭 업 스튜디오(Freec UP Studio)는 곰TV가 설립하였고 아프리카TV가 소유, 운영중인 e스포츠 경기장이자 아프리카TV 공식방송 스튜디오이다.

## 개요
서울특별시 강남구 대치동 997-4번지 메디톡스빌딩 2층에 위치하고 있다.
곰TV는 2008년 4월 곰TV 클래식부터 서울영상고등학교에 위치했던 목동 곰TV 스튜디오를 사용하였고 2013년 3월 6일 2013 HOT6 GSL 시즌2 승격강등전 E조 경기를 마지막으로 목동 곰TV 스튜디오에서 곰TV 강남 스튜디오로 이전하였다.
2013년 3월 22일 2013 GSTL Season 1 FXOpen과 LG-IM의 개막전 경기로 공식 개관하였다.
약 150평 규모로 최대 200~250명의 관람객을 수용할 수 있다. 그리고 빠른 경기를 위한 4개의 경기 부스가 무대 양쪽에 배치돼 있고, 한 가운데는 대형 스크린이 설치됐다. 기존의 곰TV 목동 스튜디오에 설치 되었던 것보다 더 확장된 크기의 250인치 풀 HD의 대형 스크린을 설치하였다.
스타크래프트 II 리그에서 사용하는 부스 뒷 부분에 추가 부스를 설치, 총 7인 부스로 활용할 수 있어 FPS 게임 리그나 AOS 게임 리그 등 다양한 게임 리그를 진행할 수 있게 되었다.
2014년 1월 그래텍의 곰eXP 런칭으로 인하여 스튜디오 명칭을 '곰TV 강남 스튜디오'에서 '곰eXP 스튜디오'로 변경하였다.
2015년 8월 1일부로 아프리카TV가 그래텍과 계약을 체결, '곰eXP 스튜디오'를 인수하고 명칭을 '프릭업 스튜디오'로 변경하였고, 10월 28일에 리뉴얼 개관하였다.
2016년 3월 아프리카 TV는 10억원의 예산을 들여 프릭업 스튜디오 리모델링을 진행했다. 먼저 기존 부스를 철거, 방음부스가 아닌 오픈형 부스로 형태를 변경했다. 또한 스튜디오 무대 중앙에 기존 스크린보다 3배가량 큰 규모의 가로 14미터, 세로 3.5미터 대형 LED 스크린을 새로 설치하였으며 무대 양쪽 벽면에도 가로 5미터, 세로 3.5미터 사이드 스크린을 설치했다.

## 대회

### 진행 중인 대회
- 글로벌 스타크래프트 II 리그
- 아프리카TV 스타리그

### 진행했던 대회
- 리그 오브 레전드
  - 리그 오브 레전드 챌린저스 코리아 (2017~2020)
  - 2018 LoL KeSPA컵
- 크레이지레이싱 카트라이더
  - 카트라이더 리그 (2021)

## 갤러리

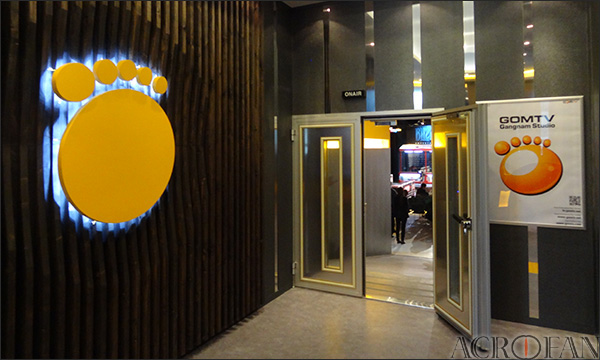
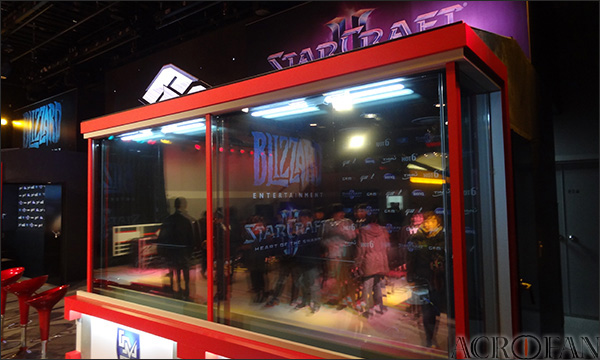
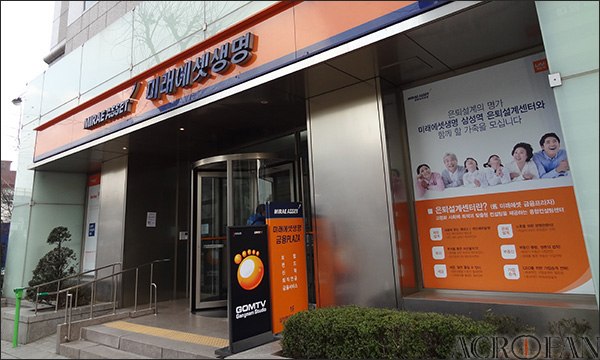
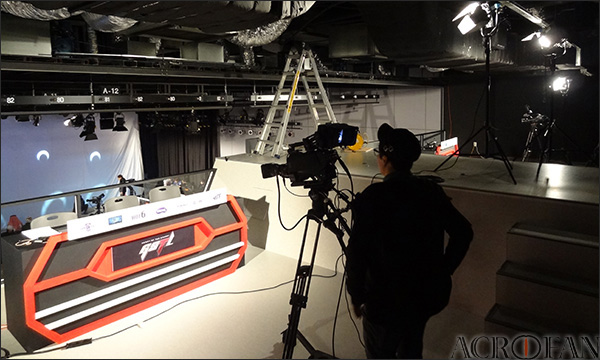
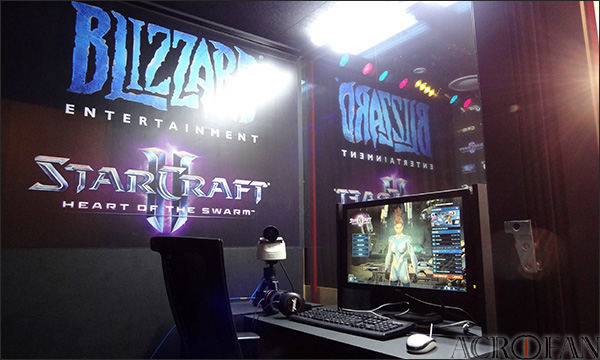
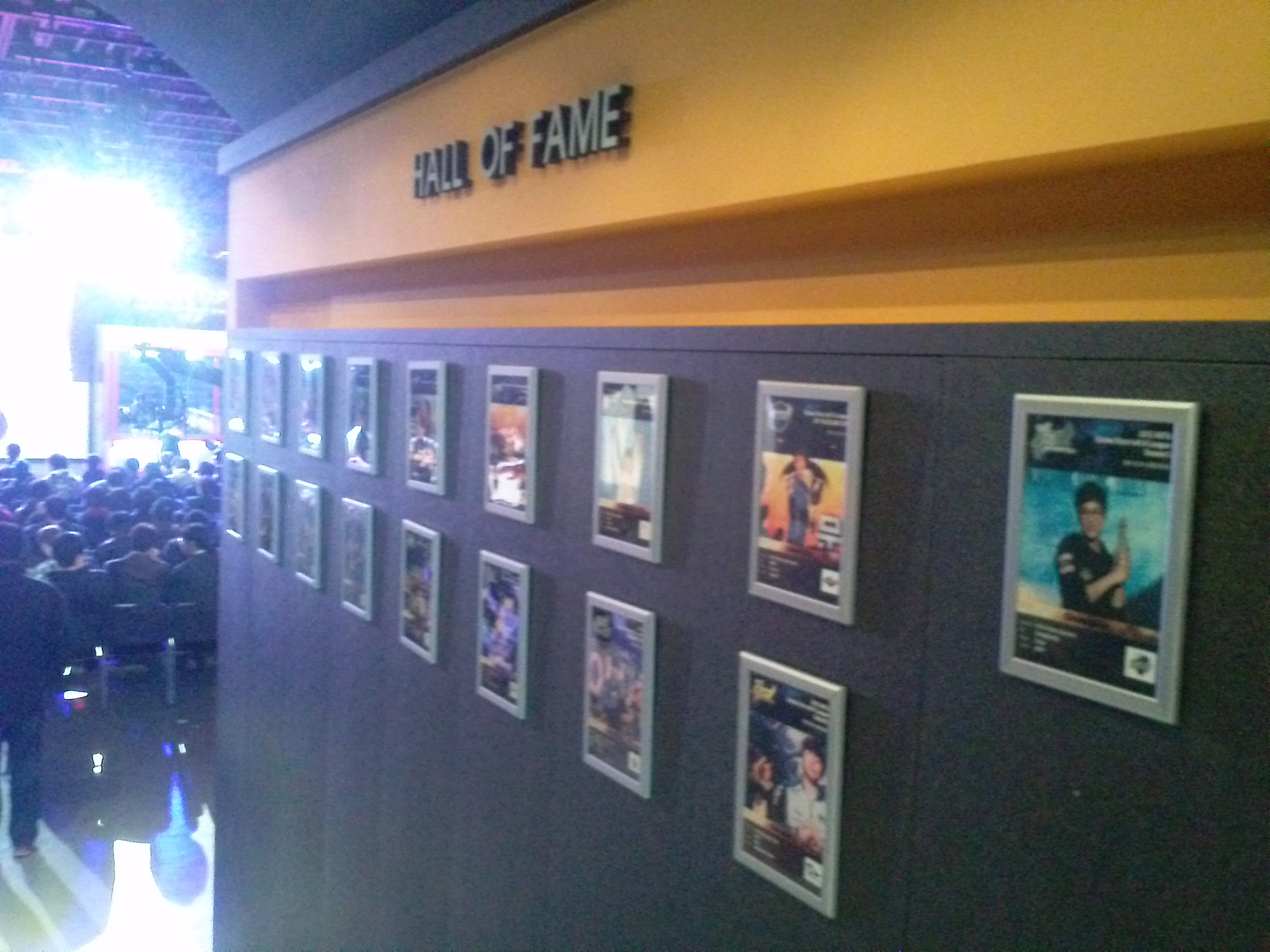

## 같이 보기
- 곰앤컴퍼니
- 곰TV
- 아프리카 TV
- 글로벌 스타크래프트 II 리그
- 글로벌 스타크래프트 II 팀 리그
- 목동 곰TV 스튜디오